# Abelmoschus angulosus
Abelmoschus angulosus é uma planta da família da malva (Malvaceae), encontrada no Subcontinente indiano, Camboja, Laos, Vietnã e Indonésia. Ela cresce em regiões úmidas e temperadas com altitudes entre 750-2,000m, e é a única espécie do gênero Abelmoschus com uma notável tolerância à baixas temperaturas e leves geadas